# Bruce Mather
Pour les articles homonymes, voir Mather.
Bruce Mather est un compositeur et pianiste canadien né à Toronto le 9 mai 1939. Il est l'un des compositeurs canadiens de musique microtonale les plus importants.
Sa rencontre avec le fameux pionnier de la musique microtonale Ivan Wyschnegradsky fut déterminante dans son esthétique et son approche de la musique microtonale. Il a d'ailleurs perpétué dans ses œuvres le principe des espaces non-octaviants chers à Ivan Wyschnegradsky.
Il a écrit de nombreuses œuvres dans cette approche, et notamment son fameux Poème du délire en hommage à Scriabine, compositeur  d'influence pour lui et Wyschnegradsky. 
Son écriture est également inspirée de son amour de la poésie et du vin.

## Œuvres
Musique de scène
- La princesse blanche (opéra), 2 sopranos, baritone, bass, small orchestra (16 players), 1993

## Honneurs
- 1974 - Prix Lynch-Staunton
- 1993 - Prix Jules-Léger
- 2000 - Prix Serge-Garant de la Fondation Émile-Nelligan